# Australia 31-0 Samoa Americană
Pe data de 11 aprilie 2001, echipa națională de fotbal a Australiei și cea a Samoei Americane au jucat un meci de calificare pentru Campionatul Mondial de Fotbal 2002. Meciul a avut loc pe International Sports Stadium din Coffs Harbour, Australia. Meciul s-a terminat cu scorul de 31-0 pentru Australia, devenind un record mondial pentru cea mai mare victorie într-un meci internațional de fotbal. Archie Thompson a doborât, de asemenea, recordul lui David Zdrilic, înscriind 13 goluri într-un singur meci.

## Meci
| Australia | 31–0   | Samoa Americană |
| --- | ------ | --------------- |
| Boutsianis 10', 50', 84' Thompson 12', 23', 27', 29', 33' 37', 42', 45', 56', 60' 65', 85', 88' Zdrilic 13', 21', 25', 33', 58' 66', 78', 89' A. Vidmar 14', 80' Popovic 17', 19' Colosimo 51', 81' De Amicis 55' | Report |                 |

| Australia | Samoa Americană |

| AUSTRALIA:   |    |                  |  |     |
|              |    |                  |  |     |
| GK           | 1  | Michael Petkovic |  |     |
| DF           | 2  | Kevin Muscat (c) |  |     |
| DF           | 3  | Craig Moore      |  |     |
| DF           | 4  | Tony Popovic     |  | 45' |
| DF           | 5  | Tony Vidmar      |  | 45' |
| MF           | 7  | Aurelio Vidmar   |  |     |
| FW           | 11 | David Zdrilic    |  |     |
| MF           | 12 | Steve Horvat     |  |     |
| MF           | 13 | Con Boutsianis   |  |     |
| MF           | 14 | Simon Colosimo   |  |     |
| FW           | 20 | Archie Thompson  |  |     |
| Schimbări:   |    |                  |  |     |
| DF           | 15 | Fausto De Amicis |  | 45' |
| DF           | 17 | Scott Miller     |  | 45' |
| Antrenor:    |    |                  |  |     |
| Frank Farina |    |                  |  |     |

| SAMOA AMERICANă: |    |                 |  |     |
|                  |    |                 |  |     |
| GK               | 1  | Nicky Salapu    |  |     |
| DF               | 4  | Lisi Leututu    |  | 50' |
| DF               | 5  | Soe Falimaua    |  |     |
| DF               | 7  | Lavalu Fatu     |  |     |
| DF               | 8  | Sulifou Faaloua |  |     |
| DF               | 9  | Travis Sinapati |  |     |
| MF               | 13 | Sam Mulipola    |  |     |
| MF               | 15 | Pati Feagiai    |  |     |
| FW               | 16 | Ben Falaniko    |  | 84' |
| GK               | 18 | Tiaoali Savea   |  |     |
| MF               | 20 | Young Im Min    |  |     |
| Schimbări:       |    |                 |  |     |
| FW               | 17 | Darrell Ioane   |  | 84' |
| MF               | 19 | Richard Mariko  |  | 50' |
| Antrenor:        |    |                 |  |     |
| Tunoa Lui        |    |                 |  |     |

| Arbitri asistenți: David Sau (Insulele Solomon) Michel Angot (Tahiti) Al patrulea oficial: Derek Rugg (Noua Zeelandă) |

## Post-meci
Situația finală în grupa 1.
| Echipa          | M | V | R | Î | GM | GP | GD  | Pt |
| --------------- | - | - | - | - | -- | -- | --- | -- |
| Australia       | 4 | 4 | 0 | 0 | 66 | 0  | +66 | 12 |
| Fiji            | 4 | 3 | 0 | 1 | 27 | 4  | +23 | 9  |
| Tonga           | 4 | 2 | 0 | 2 | 7  | 30 | −23 | 6  |
| Samoa           | 4 | 1 | 0 | 3 | 9  | 18 | −9  | 3  |
| Samoa Americană | 4 | 0 | 0 | 4 | 0  | 57 | −57 | 0  |

## Legături externe
- Raportul oficial al meciului pe FIFA.com Arhivat în 10 aprilie 2012, la Wayback Machine.
- 2002 FIFA World Cup at FIFA.com Arhivat în 22 decembrie 2008, la Wayback Machine.
- Rezumatul meciului pe YouTube